# Treze FC
Az Treze Futebol Clube, röviden Treze, egy 1925-ben alapított brazil labdarúgócsapat. Székhelye Campina Grande. A Paraibano állami bajnokság, és az országos Série D tagja.

## Története
1986-ban sikerült először hallatni nevüket, mikor, a talán legbonyolultabb rendszerű Série B küzdelmeit megnyerték. Igaz a bajnoki címet a CBF hivatalosan nem ismeri el.

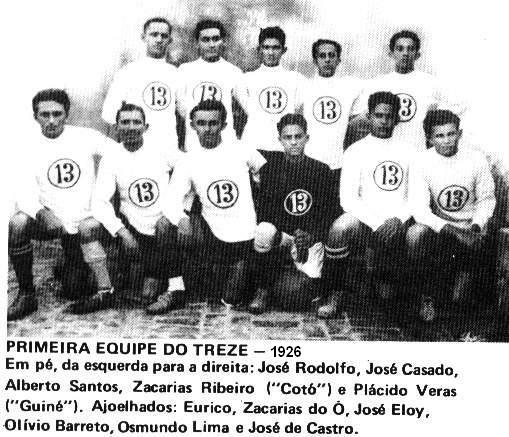
Az első, 1926-os csapat.

## Sikerlista

### Hazai
- 1-szeres Série B bajnok: 1986

### Állami
- 15-szörös Paraíba bajnok: 1940, 1941, 1950, 1966, 1975, 1981, 1982, 1983, 1989, 2000, 2001, 2005, 2006, 2010, 2011

## Játékoskeret
2015-től
| # |     | Poszt | Név             |
| - | --- | ----- | --------------- |
|   | BRA | K     | Paulo Musse     |
|   | BRA | K     | Léo             |
|   | BRA | K     | Artur           |
|   | BRA | V     | Pablo           |
|   | BRA | V     | Maycon          |
|   | BRA | V     | Alexandre Bindé |
|   | BRA | V     | Murilo Gomes    |
|   | BRA | V     | Marcelo Godri   |
|   | BRA | V     | Hérick          |
|   | BRA | V     | David Modesto   |
|   | BRA | V     | Alisson         |
|   | BRA | V     | Tiago Sala      |
|   | BRA | V     | Magno           |
|   | BRA | V     | Panda           |
|   | BRA | KP    | Felipe Alemão   |
|   | BRA | KP    | Douglas Packer  |

| # |     | Poszt | Név             |
| - | --- | ----- | --------------- |
|   | BRA | KP    | Danilo Goiano   |
|   | BRA | KP    | Everdan         |
|   | BRA | KP    | Téssio          |
|   | BRA | KP    | Caio César      |
|   | BRA | KP    | Fernando Júnior |
|   | BRA | KP    | Aleff           |
|   | BRA | KP    | Edimar          |
|   | BRA | KP    | Rodrigo Celeste |
|   | BRA | KP    | Júnior Gaúcho   |
|   | BRA | CS    | Araújo Jordão   |
|   | BRA | CS    | Preto           |
|   | BRA | CS    | Conrado         |
|   | BRA | CS    | Nonato          |
|   | BRA | CS    | Clebinho        |
|   | BRA | CS    | Ceará           |
|   | BRA | CS    | Marcelo Maciel  |